# سیارک ۷۶۸

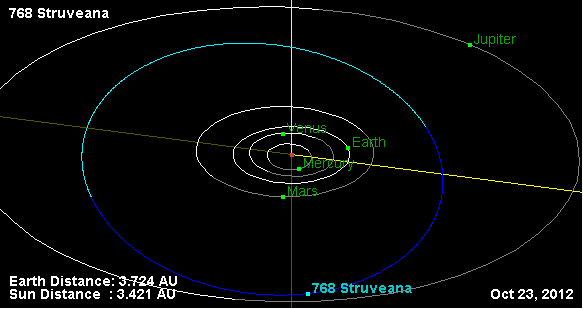
نمایی از محل قرارگیری سیارک ۷۶۸ در مدار – ۲۰۱۲

سیارک ۷۶۸ (به انگلیسی: 768 Struveana، نامگذاری:1913SZ) هفتصد و شصت و هشتمین سیارک کشف شده‌است که در ۴ اکتبر ۱۹۱۳ و در رصدخانه سایمیز کشف شد.
قدر مطلق سیارک برابر ۱۰٫۲۱ است.